# Нікерсон (Небраска)
Нікерсон (англ. Nickerson) — селище (англ. village) в США, в окрузі Додж штату Небраска. Населення — 312 особи (2020).

## Географія
Нікерсон розташований за координатами 41°32′5″ пн. ш. 96°28′15″ зх. д. / 41.53472° пн. ш. 96.47083° зх. д. (41.534723, -96.470850).  За даними Бюро перепису населення США в 2010 році селище мало площу 0,99 км², з яких 0,98 км² — суходіл та 0,01 км² — водойми.

## Демографія
Згідно з переписом 2010 року, у селищі мешкало 369 осіб у 129 домогосподарствах у складі 91 родини. Густота населення становила 373 особи/км².  Було 143 помешкання (144/км²).
Расовий склад населення:
| - 79,7 % — білих - 0,5 % — чорних або афроамериканців - 0,3 % — корінних американців - 14,9 % — осіб інших рас |

До двох чи більше рас належало 4,6 %. Частка іспаномовних становила 24,7 % від усіх жителів.
За віковим діапазоном населення розподілялося таким чином: 27,1 % — особи молодші 18 років, 63,4 % — особи у віці 18—64 років, 9,5 % — особи у віці 65 років та старші. Медіана віку мешканця становила 33,9 року. На 100 осіб жіночої статі у селищі припадало 102,7 чоловіків;  на 100 жінок у віці від 18 років та старших — 108,5 чоловіків також старших 18 років.
Середній дохід на одне домашнє господарство  становив 47 407 доларів США (медіана — 38 125), а середній дохід на одну сім'ю — 55 884 долари (медіана — 47 500). За межею бідності перебувало 16,8 % осіб, у тому числі 9,3 % дітей у віці до 18 років та 21,9 % осіб у віці 65 років та старших.
Цивільне працевлаштоване населення становило 152 особи. Основні галузі зайнятості: роздрібна торгівля — 19,7 %, освіта, охорона здоров'я та соціальна допомога — 19,1 %, виробництво — 17,1 %.